# Куп Републике Српске у фудбалу 1999/00.
Куп Републике Српске у фудбалу 1999/00. је седма сезона овог такмичења које се одржава на територији Републике Српске у организацији Фудбалског савеза Републике Српске. Прво такмичење је одржано у сезони 1993/94.
У Купу Републике Српске учествују фудбалски клубови са подручја Републике Српске. Клубови нижег нивоа такмичења морају у оквиру подручних савеза изборити учешће у Купу.
Парови се извлаче жребом. До полуфинала се игра по једна утакмица, у полуфуналу две а финална утакмица се игра на стадиону одређеном накнадно или се играју две утакмице.
У овој сезони финална утакмица купа је одиграна на Градском стадиону у Бања Луци. Козара из Градишке је победила екипу Слободу из Новог Града резултатом 1:0, те на тај начин освојила другу титулу Купа Републике Српске у својој историји.

## Финале
| Клуб, Место      | Резултат | Клуб, Место        |
| ---------------- | -------- | ------------------ |
| Козара, Градишка | 1:0      | Слобода, Нови Град |

| Победник Купа Републике Српске у фудбалу 1999/00. |
| ------------------------------------------------- |
| Козара Градишка 2. титула                         |